# Yaakro
Yaakro est une localité du centre de la Côte d'Ivoire et appartenant au département de Didiévi, dans la région du Bélier. La localité de Yaakro est un chef-lieu de commune.